# Whitmore Hot Springs
Whitmore Hot Springs (chiamata anche Whitmore Tubs oppure Whitmore Tub Spring) è una comunità non incorporata nella Contea di Mono in California. Si trova nella Long Valley a 5,5 miglia a nord-nordest dal Monte Morrison (California) ad un'altezza di 7018 piedi, pari a 2139 m.